# Harry Osborn
Harold Theopolis "Harry" Osborn is een personage uit de Spider-Man strips van Marvel Comics, en een groot aantal aan deze strips gerelateerde andere media. Hij werd bedacht door Stan Lee en Steve Ditko. 
In de loop der jaren heeft Harry verschillende alter-ego’s gehad, zowel helden als schurken. Zo was hij de tweede Green Goblin en de held American Son. In de live-action films staat hij bekend als de New Goblin.

## Strips

### Eerste jaren
Harry is de zoon van de originele Green Goblin, Norman Osborn. In de eerste Spider-Man strips was hij tevens de beste vriend van Peter Parker, maar dat Peter Spider-Man was wist hij niet. Harry was dankzij zijn vader de rijkste, en daardoor populairste, student aan de middelbare school en universiteit, maar liet dit zijn vriendschap met Peter niet in de weg staan.
Harry merkte aanvankelijk niks van dat zijn vader de Green Goblin was geworden, maar merkte wel dat hij steeds vaker om onverklaarbare reden weg was. Harry voelde zich hierdoor geregeld door zijn vader in de steek gelaten, en raakte op een gegeven moment zelfs verslaafd aan cocaïne. Mede hierdoor liep zijn relatie met Mary Jane Watson stuk en verloor hij Peter als vriend.
Harry was buiten Norman’s weten om getuige van het laatste grote gevecht tussen hem en Spider-Man.

### Als Green Goblin
Na te hebben gezien hoe zijn vader werd gedood door Spider-Man, zwoer Harry wraak te nemen op de held. Nadat hij ontdekte dat Spider-Man en Peter Parker een en dezelfde waren nam hij zelf de identiteit van de Green Goblin aan.
Omdat Peter zijn oude vriend geen pijn wilde doen vermeed hij zo veel mogelijk directe confrontaties met deze nieuwe Green Goblin. Uiteindelijk werd Harry gearresteerd en in behandeling genomen door de psychiater Dr. Bart Hamilton. Hij wist Harry weer bij zinnen te brengen en hem zijn wraakactie tegen Spider-Man op te doen geven.
Harry zelf leek zijn leven hierna weer op orde te krijgen. Hij nam nog een paar maal de rol van de Green Goblin op zich, maar dit keer niet om tegen Spider-Man te vechten. Hij dacht er zelfs kort over na om een soort superheld Green Goblin te worden. Kort hierna keerden echter zijn herinneringen aan zijn haat tegen Peter terug. In een laatste gevecht tussen de twee raakte Harry dusdanig gewond dat hij in het ziekenhuis moest worden opgenomen. Hier stierf hij aan de gevolgen van het Goblin serum, dat op lange termijn een dodelijk gif bleek te zijn.

### Terugkeer
In de jaren na zijn dood werd Harry alleen nog gezien in Flashbacks. Nadat Spider-Man’s tante, May Parker, dodelijk werd verwond, maakte Spider-Man een deal met de demon Mephisto. Hij zou het verleden veranderen om May te redden, maar als gevolg daarvan zou ook Spider-Man’s huwelijk met Mary Jane ongedaan worden gemaakt. Een andere bijwerking was dat in deze nieuwe tijdlijn Harry Osborn nooit de tweede Green Goblin was geworden en dus nog steeds in leven was.
Sinds zijn terugkeer is Harry wederom een regelmatig terugkerend personage geworden in de Spider-Man strips. Tijdens de Dark Reign-verhaallijn werd hij door Norman uitgekozen als lid van het Amercian Son-programma. Harry ontdekte echter dat zijn vader hem niet langer als zijn zoon beschouwde, en hem enkel wilde gebruiken om zijn eigen imago te verbeteren bij het publiek. Harry werd hierop tijdelijk toch de held American Son om de andere helden te helpen zijn vader ten val te brengen.

## Ultimate Harry Osborn
In de Ultimate Marvel-stripserie is Harry Osborn eveneens de zoon van Norman, maar in plaats van de Green Goblin wordt hij in deze stripreeks de Hobgoblin.

## Harry Osborn/New Goblin in Sam Raimi's Spider-Man films

### Biografie in de films
In de films Spider-Man, Spider-Man 2 en Spider-Man 3 wordt Harry Osborn gespeeld door James Franco.
In de eerste film is hij nog Peters’ beste vriend. Zijn vader, Norman, ziet hem echter als inferieur aan Peter. Buiten Harry’s weten om wordt Norman de schurk Green Goblin. Wanneer Norman aan het eind van de eerste film sterft in een gevecht met Spider-Man, 
vraagt hij met zijn laatste woorden Peter om niets tegen Harry te zeggen.
Omdat Peter Harry inderdaad niets vertelt over het feit dat zijn vader de Green Goblin was, denkt Harry dat Spider-Man Norman heeft gedood en zweert wraak. In de tweede film ontdekt Harry dat Peter Spider-Man is, waardoor hij denkt dat Peter zijn vader heeft vermoord. 
In de derde film wordt Harry uiteindelijk de "New Goblin". Na de prestatieverhogende formule te hebben verbeterd, verbetert hij ook de Goblin-apparatuur. De Goblin Glider verandert hij in een skate-board-achtige "Sky-Stick" en ook zijn outfit verandert. Zijn gezichtsmasker is nu een elektronisch masker, dat hij met een knopje kan verwijderen. Na een eerste aanslag op Peter te hebben gepleegd, verliest hij na een ongeluk zijn kortetermijngeheugen, waardoor hij niet meer weet dat zijn vader de Green Goblin en Peter Spider-Man is. Harry vergeet ook de gedachte dat Spider-Man zijn vader heeft vermoord.
Na enkele dagen krijgt Harry een visioen van zijn vader, dan komt zijn geheugen terug. Hij probeert Spider-Man opnieuw te doden door hem te kwetsen, te beginnen door M.J. te gebruiken.
Hij dwingt haar om haar relatie te beëindigen met Peter en daarna vertelt hij Peter dat hij de nieuwe vriend van M.J. is. Peter is woest en onder invloed van het donkere pak dat zijn agressie versterkt (zie Spider-Man 3) valt hij Harry aan in zijn penthouse. Harry gooit een Pompoen Bom naar Peter, welke hij met een spinnendraad terug mikt, waardoor Harry ernstig verminkt raakt. Nadat Peter spijt heeft van al zijn daden, ontdoet hij zich van het pak. De symbioot verlaat Peter en fuseert met Eddie Brock, een van Peters ergste vijanden, die de gevreesde Venom wordt.
Op de climax van de film vraagt Peter om hulp van Harry omdat Venom en Sandman M.J. gegijzeld hebben in een bouwwerk. Harry weigert en beveelt Peter om uit zijn huis te verdwijnen. Nadat Harry's butler, Bernard, Harry vertelt dat Norman per ongeluk zelfmoord pleegde met zijn Glider en dat Peter een vriend (en dus geen vijand) is, twijfelt Harry toch. Ondertussen vecht Peter met Venom en Sandman. Nadat Peter bijna vermoord wordt door het duo, komt Harry om hem te helpen. Na een lang gevecht pakt Venom de glider van Harry, met de bedoeling om Peter te doorboren. Harry laat dit niet toe en springt voor de glider, om vervolgens door de messen in de borst gestoken te worden, waardoor hij uiteindelijk aan zijn verwondingen sterft.

### Ontwikkeling
Voor de New Goblin wilde producent Avi Arad dat hij er anders uitzag dan in de strips. In de strips heeft Harry dezelfde outfit als de Goblin, maar de producenten wilden dat Harry en Peter elkaar goed in de ogen konden kijken tijdens de gevechten.
Daarom heeft Harry geen masker en zijn alle gevechten met Peter en Harry, zonder masker. Als New Goblin gebruikt hij ook een ander zwart kostuum met enkele groene accenten; hij heeft ook enkele wapens in zijn kostuum, onder andere intrekbare messen aan zijn rechterarm. Hij heeft ook de prestatieverhogende formule verbeterd, waardoor hij het nadeel krankzinnigheid heeft weggewerkt. Ook heeft hij een zwaard waar elektriciteit doorheen loopt. Regisseur Sam Raimi noemt dit "Sky-Jitsu". De grootste verandering is zijn Goblin Glider, deze is nu een snowboard-achtige Sky-Stick met een lcd-display scherm en twee groene rotors die zijn voeten vastzuigen aan de Glider. Als hij van zijn Sky-Stick valt, worden deze rotors rood en vliegt de Sky-Stick onmiddellijk terug naar Harry.
De Sky-Stick heeft 2 messen aan de voorkant, 1 vlammenwerper, een raketschieter en zijn Pompoen Bommen zijn nu onderaan de glider bevestigd. Als Harry een bom wil gebruiken, vliegt er onmiddellijk één naar zijn hand.

### Trivia
- Net zoals zijn vader, sterft Harry, in de film, door zijn eigen Glider.
- De namen "Sky-Stick" en "New Goblin" worden nooit in de film genoemd.

## Harry in andere media
- Harry is een vast personage in de serie Spider-Man: The Animated Series. In de loop van de serie wordt hij uiteindelijk de Green Goblin, maar bekeert zich later.
- Harry speelt mee in Spider-Man: The New Animated Series; een serie die losjes gebaseerd is op de eerste live-action film.
- Harry speelt eveneens mee in The Spectacular Spider-Man.
- Harry wordt gespeeld door Dane DeHaan in de film The Amazing Spider-Man 2. In deze film wordt hij uiteindelijk de Green Goblin, een van de in totaal drie schurken uit de film, wanneer hij een nog experimenteel medicijn gemaakt van genetisch gemodificeerde spinnen inneemt in een poging de erfelijke ziekte waar hij aan lijdt te genezen. Aan het eind van de film is hij nog steeds in leven, en smeed plannen om de Sinister Six te vormen.
- Sinds 2025 verscheen Harry Osborn in het Marvel Cinematic Universe. Harry Osborn verschijnt in de Disney+ animatieserie Your Friendly Neighborhood. Deze serie speelt zich af in een alternatief universum van het universum van de Spider-Man films met Tom Holland. Harry Osborn werd voor deze serie ingesproken door Zeno Robinson.